# Aufstieg und Fall des Dritten Reiches

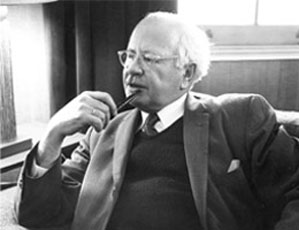
Shirer im Jahr 1961

Aufstieg und Fall des Dritten Reiches ist der deutsche Titel des erstmals 1960 veröffentlichten Buches The rise and fall of the Third Reich – a history of Nazi Germany des amerikanischen Journalisten und Historikers William Lawrence Shirer. Er beschreibt darin ausführlich den Werdegang Adolf Hitlers, die Ideologie des Nationalsozialismus, die Eroberung und Konsolidierung der Macht, den Weg zum Krieg, die Ereignisse des Zweiten Weltkriegs, die Verbrechen des Nationalsozialismus, die gescheiterten Versuche des deutschen Widerstands, die Eroberung Deutschlands durch die Alliierten, die letzten Tage im Führerbunker und die bedingungslose Kapitulation. Material aus dem Buch findet sich bereits im 1941 veröffentlichten Berliner Tagebuch („Berlin Diary“) desselben Autors.

## Inhalt
Das Buch ist in verschiedene Abschnitte gegliedert, die der Autor mit Buch kennzeichnet. Im ersten Buch berichtet Shirer über die Abstammung Adolf Hitlers, die lange Zeit ungeklärte Identität seines Großvaters, das umherschweifende Leben seines strengen Vaters und das Leben von Hitlers Mutter. Hitlers Kindheit, die häufigen Wohnortwechsel, der Tod der Eltern, sein Traum vom Künstlerdasein, seine Lernunlust, sein Versagen in der Schule, seine Wiener Jahre, sein Leben in München, sein Erleben des Ersten Weltkriegs, der Beginn der politischen Tätigkeit und der Hitlerputsch sowie seine Haft in der Festung Landsberg werden detailreich beschrieben.
Schwerpunkte des Buchs sind die ersten Wahlerfolge der Deutschen Arbeiterpartei, in der Hitler zunächst einfaches Mitglied war, und wie er deren Parteigründer verdrängte und Vorsitzender wurde. Es folgen Schilderungen von Hitlers Kampf um Wählerstimmen und der Intrigen und Rivalitäten innerhalb der schließlich Nationalsozialistische Deutsche Arbeiterpartei genannten Organisation. Die Details der „Machtergreifung“, der Konsolidierung und der Nazifizierung Deutschlands werden aufgearbeitet. Auch das alltägliche Leben unter dem Hakenkreuz, die „Gleichschaltung“, der „Kirchenkampf“ und die Erziehung im Nationalsozialismus kommen zur Sprache.
Das dritte Buch ist den kriegerischen Ambitionen Hitlers gewidmet. Partei- und regierungsinterne Kriegspläne, die erst nach dem Krieg an die Öffentlichkeit gelangten, kommen zur Sprache. Die Geschehnisse der „Reichspogromnacht“ und der systematischen Verfolgung der Juden werden aufgerollt. Der Autor berichtet über den „Anschluss Österreichs“, über die angeblichen Aufstände der deutschen Minderheit im Sudetenland, die erfolglose Appeasement-Politik von Frankreich und Großbritannien, einschließlich des Münchner Abkommens, die „Zerschlagung der Tschechoslowakei“ und die Annexion des Memellandes sowie Litauens. Des Weiteren erfährt man etwas über den Hitler-Stalin-Pakt mit seinen geheim gehaltenen Vereinbarungen zur Teilung Polens und die Aufteilung des Baltikums in deutsche und sowjetische „Interessensphären“ und über Hitlers fadenscheinige Begründung des Angriffs auf Polen. Es wird der Krieg gegen Polen, das britisch-französische Eingreifen, die deutsche Verletzung der Neutralität der Benelux-Staaten, die Ausweitung des Krieges nach Nordeuropa, die Niederwerfung Frankreichs, die französische Kapitulation, der geplante Feldzug gegen Großbritannien (Unternehmen Seelöwe) und der Terror hinter der Front erzählt. Hitlers Kriegsziele für Europa, seine Ausrottungs- und „Neuordnungs“pläne werden geschildert. Der Feldzug gegen die Sowjetunion (Unternehmen Barbarossa), der Kriegswinter 1941/1942, der deutsche Terror gegen Juden, angebliche und tatsächliche Partisanen und  sowjetische Zivilpersonen und die Eroberung weiter Gebiete im Osten werden geschildert. Es folgen die Wende zu Gunsten der Alliierten mit der ersten großen Niederlage der Wehrmacht in der Schlacht von Stalingrad und dem folgenden russischen Vorstoß, der Verlust Nordafrikas an die Alliierten (Operation Torch), die alliierte Invasion in Italien (Operation Husky) und im Westen Europas (Operation Overlord), Hitlers sinnlose Haltebefehle und die Eroberung Osteuropas und Ostdeutschlands durch die Rote Armee.
Themen des vierten Buchs sind die zunehmenden alliierten Geländegewinne, der Sturz Mussolinis in Italien, das Attentat vom 20. Juli 1944 und weitere Versuche eines Machtwechsels durch den deutschen Widerstand, der letzte deutsche Vorstoß in die Ardennen, die letzten Tage im Führerbunker und der Tod bzw. Selbstmord hoher Nazi-Führer. Auch die bedingungslose Kapitulation der Wehrmacht, die wenigen Tage der Regierung Dönitz, der Neubeginn nach dem Zweiten Weltkrieg, die Nürnberger Prozesse und die Nachkriegszeit werden erwähnt.

## Kritik

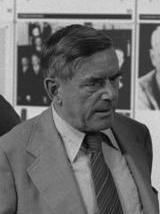
Golo Mann

Golo Mann schreibt in seinem Vorwort zur deutschen Ausgabe, dass Shirer nicht immer erfolgreich Vorurteilen widerstanden habe. Diese sieht er vor allem in Shirers Beurteilung von Preußen und preußischen Staatsmännern, aber auch in der verkürzten Darstellung des Zusammenhangs zwischen deutschen philosophischen Traditionen und dem Weg zum Nationalsozialismus. Auch die Männer des deutschen Widerstands, insbesondere des militärischen Widerstands, sieht Mann bei Shirer als nicht ganz gerecht beurteilt. In Summe aber, so Mann, sei Shirers Werk „ein gutes, ja ein großes Buch“, und unter den vergleichbaren Werken dieser Art sei es „das am besten gelungene“.

## Verfilmung
In den USA wurde Aufstieg und Fall des Dritten Reiches 1968 unter dem gleichnamigen englischsprachigen Titel vom Sender ABC als Fernsehdokumentation ausgestrahlt (3 Folgen mit einer Gesamtlänge von 180 Minuten). Regie führte Jack Kaufmann, Produzenten waren Jack Kaufmann und Mel Stuart.

## Verweise
1. ↑  Golo Mann: Vorwort zur deutschen Ausgabe